# Tomoko Matsunaga
Tomoko Matsunaga er en tidligere japansk fodboldspiller. Hun har tidligere spillet for Japans kvindefodboldlandshold.

## Japans fodboldlandshold
| Japans landshold | Japans landshold | Japans landshold |
| År               | Kmp              | Mål              |
| ---------------- | ---------------- | ---------------- |
| 1988             | 2                | 0                |
| 1989             | 4                | 0                |
| 1990             | 2                | 0                |
| 1991             | 5                | 0                |
| Total            | 13               | 0                |